# 局所単連結空間
数学において、局所単連結空間 (locally simply connected space) は単連結集合の基底をもつ位相空間である。すべての局所単連結空間はまた局所弧状連結 (locally path-connected) かつ局所連結 (locally connected) でもある。

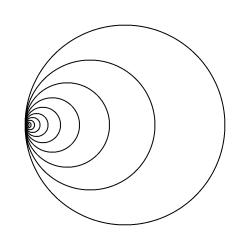
Hawaiian earring

円は単連結でない局所単連結空間の例である。Hawaiian earring は局所単連結でも単連結でもない空間である。Hawaiian earring 上の錐は可縮であるので単連結であるがなお局所単連結ではない。
すべての位相多様体とCW複体は局所単連結である。実は、これらは局所可縮 (locally contractible) というはるかに強い性質を満たす。
真に弱い条件は半局所単連結 (semi-locally simply connected) の条件である。局所単連結な空間と単連結な空間はどちらも半局所単連結であるが、逆はどちらも成り立たない。